# Patrick d'Assumçao
Patrick d'Assumçao (Nantes, 1º giugno 1959) è un attore francese.

## Filmografia parziale

### Cinema
- L'Alexandrophagie, regia di Sylvain Gillet - cortometraggio (2000)
- Paris Express (Coursier), regia di Hervé Renoh (2010)
- Tant que tu respires, regia di Fara Sene - cortometraggio (2010)
- Lo sconosciuto del lago (L'Inconnu du lac), regia di Alain Guiraudie (2013)
- Caligula, regia di Roberto Maria Grassi (2014)
- Mathieu, regia di Massimiliano Camaiti - cortometraggio (2014)
- Journal d'une femme de chambre, regia di Benoît Jacquot (2015)
- À trois on y va, regia di Jérôme Bonnell (2015)
- I miei giorni più belli (Trois souvenirs de ma jeunesse), regia di Arnaud Desplechin (2015)
- Florida (Floride), regia di Philippe Le Guay (2015)
- Tempête, regia di Samuel Collardey (2015)
- Une enfance, regia di Philippe Claudel (2015)
- Les Ogres, regia di Léa Fehner (2015)
- La Vie très privée de Monsieur Sim, regia di Michel Leclerc (2015)
- Punk à chien, regia di Rémi Mazet - cortometraggio (2015)
- Le Chant du merle, regia di Frédéric Pelle (2016)
- La Mort de Louis XIV, regia di Albert Serra (2016)
- Après Suzanne, regia di Félix Moati - cortometraggio (2016)
- Cuore artico (Le secret des banquises), regia di Marie Madinier (2016)
- Iceberg, regia di Mathieu Z'Graggen - cortometraggio (2016)
- Primaire, regia di Hélène Angel (2016)
- Les Âmes en peine, regia di Eric Rouquette - cortometraggio (2016)
- Nos patriotes, regia di Gabriel Le Bomin (2017)
- Je n'ai pas tué Jesse James, regia di Sophie Beaulieu - cortometraggio (2017)
- Normandie nue, regia di Philippe Le Guay (2018)
- L'apparizione (L'apparition), regia di Xavier Giannoli (2018)
- Fortuna, regia di Germinal Roaux (2018)
- Deux fils, regia di Félix Moati (2018)
- Daniel fait face, regia di Marine Atlan (2018)
- Yasmina, regia di Claire Helene Cahen e Ali Esmili - cortometraggio (2019)
- Deux moi, regia di Cédric Klapisch (2019)
- Revenir, regia di Jessica Palud (2019)
- Plot, regia di Sébastien Auger - cortometraggio (2019)
- Papa Rapido, regia di Enya Baroux - cortometraggio (2020)
- L'Inspection, regia di Frédéric Bas e Caroline Brami - cortometraggio (2021)
- Les Héroïques, regia di Maxime Roy (2021)
- Un'ombra sulla verità (L'homme de la cave), regia di Philippe Le Guay (2021)
- Cœurs vaillants, regia di Mona Achache (2021)
- Selon la police, regia di Frédéric Videau (2022)
- Le Tigre et le Président, regia di Jean-Marc Peyrefitte (2022)
- À la belle étoile, regia di Sébastien Tulard (2023)
- Magnificat, regia di Virginie Sauveur (2023)
- Jeanne du Barry - La favorita del re (Jeanne du Barry), regia di Maïwenn (2023)
- Il gusto delle cose (La Passion de Dodin Bouffant), regia di Trần Anh Hùng (2023)

### Televisione
- Paris Police 1900 – serie TV, 8 puntate (2021)